# Vanessa Guide
Vanessa Guide (Besançon, 21 marzo 1983) è un'attrice francese.

## Biografia
Nel 2008, Guide recita in diversi spot pubblicitari. Dal 2013, viene scoperta dal grande pubblico nella serie d'azione di TF1 No Limit. Lo stesso anno, è stata al Festival di Cannes, ha recitato nella commedia Le Carton ed è apparsa nel cortometraggio La Bifle. Allo stesso tempo, ha interpretato dei ruoli secondari nei film: Dream Team (2012), Rompicapo a New York (2013), Colpo d'amore (2013), Supercondriaco - Ridere fa bene alla salute (2014).

## Filmografia
- Machotaildrop, regia di Corey Adams e Alex Craig (2009)
- Michel Petrucciani, regia di Michael Radford (2011)
- Dream Team (Les Seigneurs), regia di Olivier Dahan (2012)
- Rompicapo a New York (Casse-tête chinois), regia di Cédric Klapisch (2013)
- Colpo d'amore (The Love Punch), regia di Joel Hopkins (2013)
- Supercondriaco - Ridere fa bene alla salute (Supercondriaque), regia di Dany Boon (2014)
- Libre et assoupi, regia di Benjamin Guedj (2014)
- Papa ou Maman, regia di Martin Bourboulon (2015)
- Les Nouvelles Aventures d'Aladin, regia di Arthur Benzaquen (2015)
- Joséphine s'arrondit, regia di Marilou Berry (2016)
- Tout pour être heureux, regia di Cyril Gelblat (2016)
- Going to Brazil, regia di Patrick Mille (2016)
- Il Maniero (Le Manoir), regia di Tony T. Datis (2017)
- Lascia che le ragazze giochino (Comme des garçons), regia di Julien Hallard (2018)
- Bonhomme, regia di Marion Vernoux (2018)
- Alad'2, regia di Lionel Steketee (2018)
- Music Hole, regia di Gaetan Liekens e David Mutzenmacher (2019)
- 30 Jours max, regia di Tarek Boudali (2020)
- Connectés, regia di Romuald Boulanger (2020)
- Guida romantica a posti perduti, regia di Giorgia Farina (2020)
- Le relazioni pericolose (Les Liaisons dangereuses), regia di Rachel Suissa (2022)
- 3 Jours max, regia di Tarek Boudali (2023)